# Androsace graminifolia
Androsace graminifolia là một loài thực vật có hoa trong họ Anh thảo. Loài này được C.E.C.Fisch. mô tả khoa học đầu tiên năm 1938.